# Aristodemo Maniera
Aristodemo Maniera (Pescara, 5 agosto 1903 – 29 luglio 1992) è stato un politico e partigiano italiano, medaglia d'argento al valor militare.

## Biografia
Iscritto al Partito Socialista Italiano dal 1918, è tra i primi ad aderire al nuovo Partito Comunista d'Italia nel 1921. Arrestato e condannato per sovversione, abbandona la sua regione per trasferirsi a Torino.
Viene assunto alla FIAT e nel 1929 licenziato per il suo impegno politico antifascista. Espatria in Francia prima a Nizza e poi a Tolosa, dove assume un ruolo di spicco nell'organizzazione politica in esilio.
Nel 1936 aderisce alle brigate internazionali e combatte in Spagna; ferito durante la battaglia del Jarama nel 1937, viene arrestato ed internato in un campo di prigionia in Francia. 
Evade dal campo e partecipa alla Resistenza francese; arrestato a Marsiglia viene condannato a tre anni di reclusione. Liberato nel 1944, rientra in Italia, passando prima da Milano per arrivare a Macerata dove organizza i movimenti partigiani del territorio.
Al termine del conflitto viene eletto nelle file del Partito Comunista Italiano nella I e II legislatura, dal 1948 al 1958.